# Hanki
Hanki – wieś w Polsce, położona w województwie zachodniopomorskim, w powiecie wałeckim, w gminie Mirosławiec.
W latach 1946–54 siedziba gminy Hanki. W latach 1954–1959 wieś należała i była siedzibą władz gromady Hanki, po jej zniesieniu w gromadzie Mirosławiec. W latach 1975–1998 miejscowość administracyjnie należała do województwa pilskiego.
Przed 1 stycznia 2023 roku częścią Hanek był Nieradz.